# アベル・バルボ
アベル・エドゥアルド・バルボ（Abel Eduardo Balbo, 1966年6月1日 - ）は、アルゼンチン・サンタフェ州エンパルメ・ビジャ・コンスティトゥシオン出身の元同国代表のサッカー選手、指導者、解説者である。

## クラブ経歴
6歳から14歳にかけては、叔父が監督を務めるチームで、得点力のあるMFとしてプレーしていた。ここでの活躍に目を付けたインデペンディエンテのトライアウトを受けることになったが、姉の知り合いがニューウェルズ・オールドボーイズの副会長であったことから、先にニューウェルズのトライアウトを受けることとなった。トライアウトに合格して入団、20歳の頃にFWとしてプレーするようになった。1987-88シーズンにトップチームに合流、23試合で9得点を決めた。この活躍でエラス・ヴェローナと契約したが、バニョーリ監督がチームに置くことを望まず、レンタルでリーベル・プレートへ移籍した。リーベルでの活躍により、アルゼンチン代表にも召集されるようになった。
1989年のコパ・アメリカにおいて、ウディネーゼ・カルチョはロベルト・センシーニのプレーに注目してスカウトを派遣していたが、バルボのプレーが目に留まり、ウディネーゼがヴェローナから所有権を買い取った。当初は苦しんでいたが、最終的にPK無しで、28試合で11得点を挙げたが、チームはセリエBへの降格が決まった。翌年はセリエBでは22ゴールを挙げ、セリエB得点王を獲得している。1992-93シーズンには、ジュゼッペ・シニョーリに次いで得点ランク2位となる、22ゴールを挙げた。
1993-94シーズン開幕前には、インテルへの移籍が破談となり、ASローマへ加入した。リーグ2節ユヴェントス戦で移籍後初得点を挙げた。このシーズンはリーグ戦で13ゴールを記録した。1994-95シーズンに加入したダニエル・フォンセカとのツートップは相手チームの脅威となった。この年の得点ランクではガブリエル・バティストゥータに次いで2位となる22ゴールを記録した。その後も3期連続で2桁得点を記録した。1997-98シーズンにはキャプテンを務め、セリエA通算100ゴールを記録した。
その後移籍したパルマACではあまりゴールを挙げてなかったものの、44試合で12得点を挙げた。UEFAカップ、コッパ・イタリアの二冠を達成。1999-2000シーズンはACFフィオレンティーナでプレー、同胞のバティストゥータとツートップを組むこともあった。2000年に復帰したローマでは出場機会は殆ど無かったが、スクデットを掲げた。ローマでは182試合で87ゴールを挙げた。
2001-02シーズン終盤にローマを離れ、母国のボカ・ジュニアーズに移籍、そこで36歳でキャリアを終えた。

## 代表経歴
アルゼンチン代表では、1989年のコロンビアとの親善試合でデビュー。
同年のコパ・アメリカでもメンバーに選ばれた。
1990年、1994年、1998年とワールドカップに3大会連続で出場。
ワールドカップ後の約3年間は代表を離れていたが、1993年のワールドカップ・予選大陸間プレーオフのオーストラリアとの第1戦でマラドーナのクロスから1ゴールを挙げ、本大会出場に寄与した。アメリカでの本大会ではクラウディオ・カニーヒア、バティストゥータらと攻撃を活性化、攻撃的MFとして全試合にスタメン出場。決勝トーナメント1回戦のルーマニア戦でゴールを挙げたが、2-3で敗れた。
約2年間は代表を離れていたが、1998年のワールドカップフランス大会では、大会直前にサプライズ選出され日本戦。準々決勝のオランダ戦に途中出場したが、この試合が最後の代表戦となった。代表通算では37試合出場11得点をあげている。

### 引退後
引退後、現役時代に語っていた「サッカー選手になっていなかったら、歌手を目指していた。」との言葉通り歌手になり、もうひとつの夢をかなえた。
2007年にUEFAのコーチングライセンスを取得。その後、RAI Radio1（イタリアのFMラジオ局）でサッカー解説者となった。
2009年2月24日、ルカ・ゴッティの後任としてセリエBで下位に喘いでいたASDトレヴィーゾ2009の監督に就任したが、わずか4週間後の3月18日、チームのプロフェッショナリズムの欠如を理由に辞任した。
2010年11月、USアレッツォの監督に就任した。シーズン終了後に退任したが、2012年に再び就任した。
2022年6月、CAセントラル・コルドバの監督に就任した。
2022年10月22日、エストゥディアンテス・デ・ラ・プラタの監督に就任することが発表された。

## 代表歴

### 出場大会
- アルゼンチン代表
  - 1990 FIFAワールドカップ (準優勝)
  - 1994 FIFAワールドカップ (ベスト16)
  - 1998 FIFAワールドカップ (ベスト8)

### 試合数
- 国際Aマッチ 36試合 10得点（1989年-1998年）[6]

| アルゼンチン代表 | 国際Aマッチ | 国際Aマッチ |
| 年               | 出場        | 得点        |
| ---------------- | ----------- | ----------- |
| 1989             | 5           | 0           |
| 1990             | 5           | 1           |
| 1991             | 0           | 0           |
| 1992             | 0           | 0           |
| 1993             | 3           | 2           |
| 1994             | 9           | 3           |
| 1995             | 9           | 4           |
| 1996             | 3           | 0           |
| 1997             | 0           | 0           |
| 1998             | 2           | 0           |
| 通算             | 36          | 10          |